# ألكسندر إيليشيفسكي
ألكسندر إيليشيفسكي (بالروسية: Александер илишевский) هو كاتب ولد في أذربيجان. درس في مدرسة كولموعوروف للفيزياء والرياضيات في موسكو. حصل على دبلوم الفيزياء النظرية من جامعة موسكو. عمل باحثا لعدة سنوات في الولايات المتحدة، ثم في إسرائيل، قبل أن يكرس نفسه للأدب.
في في سنة 2007، بجائزة بوكر الروسي بفضل روايته ماتيس وبجائزة الكتاب الكبير بفضل رواية الفارسي.
1. ↑  المكتبة الوطنية الفرنسية. "استنادات المكتبة الوطنية الفرنسية" (بالفرنسية). Retrieved 2015-10-10.